# 사카이 다쓰야
사카이 다쓰야(일본어: 坂井 達弥, 1990년 11월 19일 ~ )는 일본의 축구 선수이다.

## 구단 경력
그는 2012년부터 2019년까지 J리그의 사간 도스, 마쓰모토 야마가 FC, V-파렌 나가사키, 오이타 트리니타, 몬테디오 야마가타에서 활동하였다.

## 국가대표팀 경력
그는 2014년 9월 5일 우루과이과의 경기에서 일본 국가대표팀에 데뷔했다.

## 통계
| 일본 | 일본 | 일본 |
| 연도 | 출전 | 득점 |
| ---- | ---- | ---- |
| 2014 | 1    | 0    |
| 통산 | 1    | 0    |